# Thomas Howard (1473-1554)

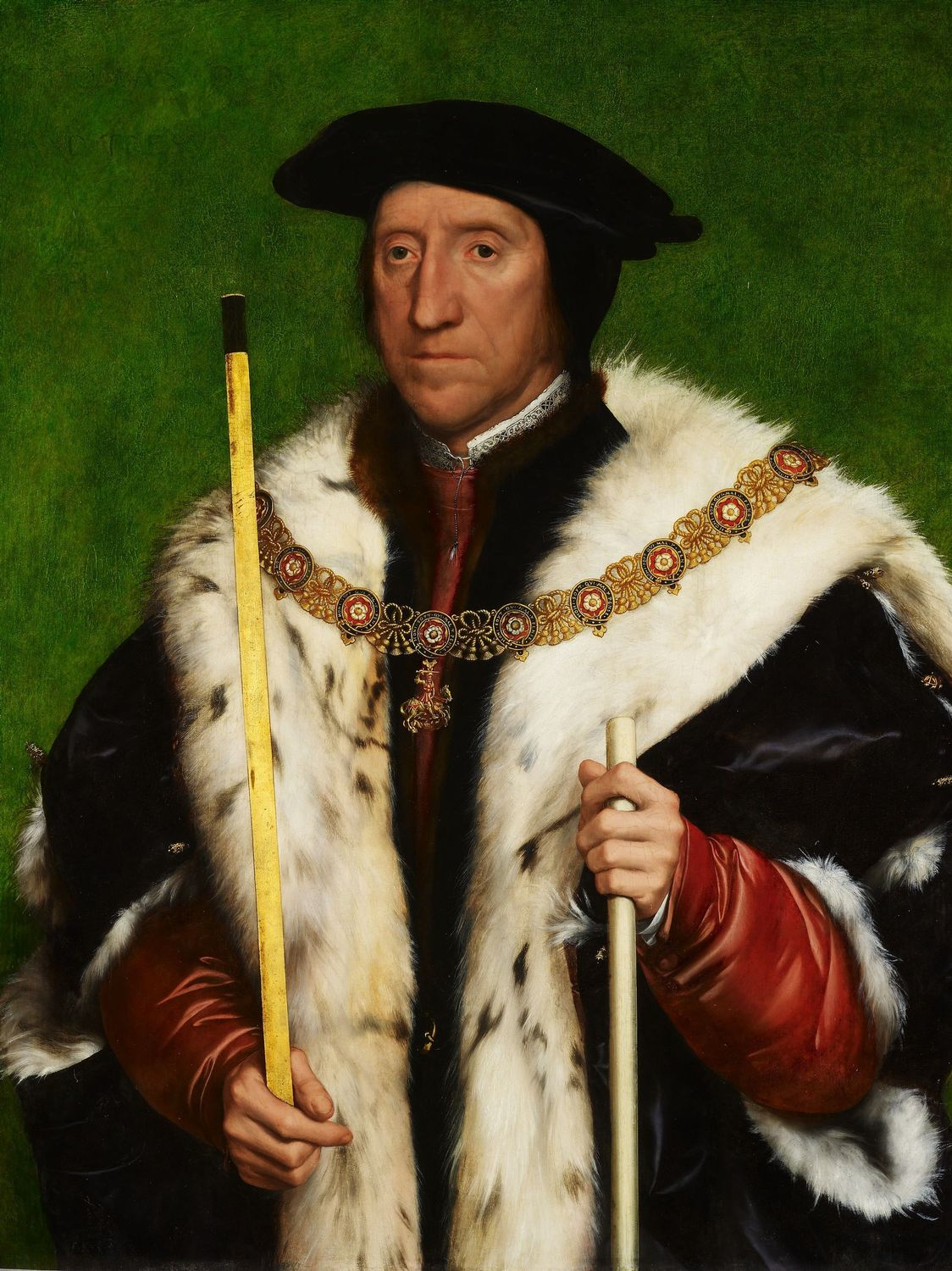
Thomas Howard, 3de hertog van Norfolk door Hans Holbein de Oude

Thomas Howard (1473 – 25 augustus 1554), was de zoon van Thomas Howard, 2e hertog van Norfolk, en Elisabeth Tilney. Hij voerde tot de dood van zijn vader in 1524 de courtesy title graaf van Surrey en volgde hem toen op als de derde hertog van Norfolk.
Zijn eerste huwelijk was met Anna van York (1475-1511), dochter van Eduard IV van Engeland en Elizabeth Woodville. 
Na haar dood huwde hij met Elisabeth Stafford, dochter van Edward Stafford, 3e hertog van Buckingham en van Eleonora Percy. Zij hadden samen een zoon, de dichter Henry Howard, graaf van Surrey. Het was een ongelukkig huwelijk, aangezien Norfolk zijn overspel met Bess Holland, gezelschapsdame van zijn echtgenote, niet verborg en gewelddadig reageerde wanneer Elisabeth hem dat verweet.
Thomas Howard volgde in 1513 zijn jongere broer Edward op als eerste lord van de admiraliteit. 
Howard was de oom van twee vrouwen van Hendrik VIII, Anna Boleyn en Catherine Howard, die beide op het schavot kwamen. Hij had nog pogingen gedaan de koning te verzoenen met Catherine. 
In december 1546 werd Howard van hoogverraad beschuldigd en in de Tower opgesloten.
Zijn zoon, de dichter Henry Howard, graaf van Surrey, kwam op 20 januari op het schavot. 
Hendrik tekende Thomas' doodvonnis op 28 januari 1547. Volgens Hume's History of England had de ernstig zieke koning er haast mee, hij vreesde dat de hertog hem zou ontsnappen. Die vrees was terecht, de koning stierf nog dezelfde dag, en het vonnis werd niet uitgevoerd.
Howard bleef daarna in de Tower tot hij in 1553 door Maria I werd vrijgelaten en zijn titel terugkreeg.
Hij werd opgevolgd door zijn kleinzoon Thomas Howard, 4e hertog van Norfolk, die in 1572 door Elizabeth I ter dood werd veroordeeld.